# Tahuantinsuyoa
Tahuantinsuyoa ist eine Gattung südamerikanischer Buntbarsche. Das Verbreitungsgebiet der Gattung umfasst den Río Aguaytía und den Río Pachitea, zwei Nebenflüsse des Río Ucayali, der wiederum einer der beiden Quellflüsse des Amazonas in Peru ist. Der Gattungsname kommt aus dem Quechua und war die Bezeichnung der Inka für ihr Reich (Tawantinsuyu „Reich der vier Himmelsrichtungen“).

## Merkmale
Tahuantinsuyoa-Arten sind eher kleine Buntbarsche und erreichen Körperlängen von 8 bis 12 cm. Weibchen bleiben etwas kleiner. Charakteristisches Merkmal der Gattung sind vier Poren des sensorischen Systems auf jeder Unterkieferhälfte und eine ungeordnete (nicht in Reihen angeordnete) Beschuppung vor der Rückenflosse. Der Körper ist länglich oval und seitlich abgeflacht, die Färbung hellgrau mit einem dunklen Fleck auf den Körperseiten, einem dunkeln Strich unterhalb der Augen und einem weiteren im Nacken. Kopfseiten und Körperseiten sind mit goldenen oder bläulich glänzenden Punkten bedeckt, die in unregelmäßigen Längsreihen angeordnet sind.

## Systematik
Die Gattung ist nah mit Bujurquina verwandt und bildet mit dieser Gattung und Andinoacara den Untertribus Andinoacarina innerhalb der Tribus Cichlasomatini. Von Bujurquina unterscheidet sich Tahuantinsuyoa unter anderem durch nur ein (vorderes) Gelenk zwischen Gaumenbein und Siebbein (zwei bei Bujurquina). 

## Arten
Bisher wurden zwei, sehr ähnliche Arten beschrieben, die sich äußerlich nur an der Kopfzeichnung unterscheiden lassen:
- Tahuantinsuyoa chipi Kullander, 1991
- Inka-Steinbuntbarsch (Tahuantinsuyoa macantzatza Kullander, 1986)

## Fortpflanzung
Ähnlich wie Bujurquina sind die Tahuantinsuyoa-Arten larvophile Maulbrüter. Die Eier werden zunächst wie bei Substratlaichern auf einen transportablen Substral wie Laub oder Holzstückchen abgelegt, die nach etwa drei Tagen geschlüpften Larven dann von den Eltern, zuerst nur vom Weibchen, später auch vom Männchen, ins Maul genommen.